# The Dogfather
The Dogfather (no Brasil: O Poderoso Cachorrão) é uma série de desenho animado produzido pelos estúdios DePatie-Freleng Enterprises entre 1974 e 1976.
É uma versão em série de animação do filme clássico de Francis Ford Coppola, "O Poderoso Chefão". Uma gangue de cachorros atrapalhados, chefiados pelo Poderoso Cachorrão, que é uma caricatura do personagem do filme, interpretado por Marlon Brando.

## Lista de episódios
nomes originais (em inglês)
1. The Dogfather
2. Heist And Seek
3. The Goose That Laid A Golden Egg
4. Mother Dogfather
5. The Big House Ain't A Home
6. Bows And Errors
7. Deviled Yeggs
8. Saltwater Tuffy
9. Watch The Birdie
10. Rock-A-Bye Maybe
11. M-O-N-E-Y Spells Love
12. Haunting Dog
13. Eagle Beagles
14. From Nags To Riches
15. Goldilox And The Three Hoods
16. Rock Hounds
17. Medicur

## Ficha técnica
- Distribuição: United Artists
- Direção: Hawley Pratt
- Produção: David H. DePatie e Friz Freleng
- Animação: Bob Richardson, John V. Gibbs, Bob Matz, Norm McCabe.
- Roteirista: Bob Ogle
- Data de estréia: 27 de Junho de 1974
- Colorido

## Dubladores

### No Brasil[2]
- Louie: Carlos Marques